# جيراردو كورتيس
جيراردو كورتيس (بالإسبانية: Gerardo Cortés)‏ (17 مايو 1988 في تشيلي - ) هو لاعب كرة قدم تشيلي في مركز صانع ألعاب. شارك مع منتخب تشيلي تحت 17 سنة لكرة القدم ومنتخب تشيلي تحت 20 سنة لكرة القدم ومنتخب تشيلي تحت 23 سنة لكرة القدم. أما مع النوادي، فقد لعب مع كولو-كولو ونادي بالستينو ويونيون إسبانيولا وسانتياغو مورنينغ ‏ ونادي كونسيبسيون ‏ وديبورتيفو نوبلينس ‏ وسان ماركوس دي أريكا ‏ ولاسيرينا.

## وصلات خارجية
- جيراردو كورتيس على موقع الاتحاد الدولي (مؤرشف)  (الإنجليزية)
- جيراردو كورتيس على موقع قاعدة بيانات كرة القدم.إي يو (الإنجليزية)
- جيراردو كورتيس على موقع Soccerway.com (الإنجليزية)
- جيراردو كورتيس على موقع عالم كرة القدم.نت (الإنجليزية)